# Розріз Милановского
Розріз Милановского — природне відслонення гірських порід на корінному березі Волги в Ульяновську, де на денну поверхню виходять верхньокрейдяні відкладення туронского ярусу і нижньокрейдових відкладення, представлені альбским, аптским, барремским і готерівским ярусами. Відслонення довжиною 180 метрів і висотою 30 метрів, його площа становить 10,2 га. Названо на честь радянського геолога, гідрогеолога, тектоніста і стратиграфа Євгена Володимировича Милановского, який описав це відслонення в науковій літературі.
Був регіональним пам'ятником природи, в 2018 році статус пам'ятника був знятий.

## Галерея

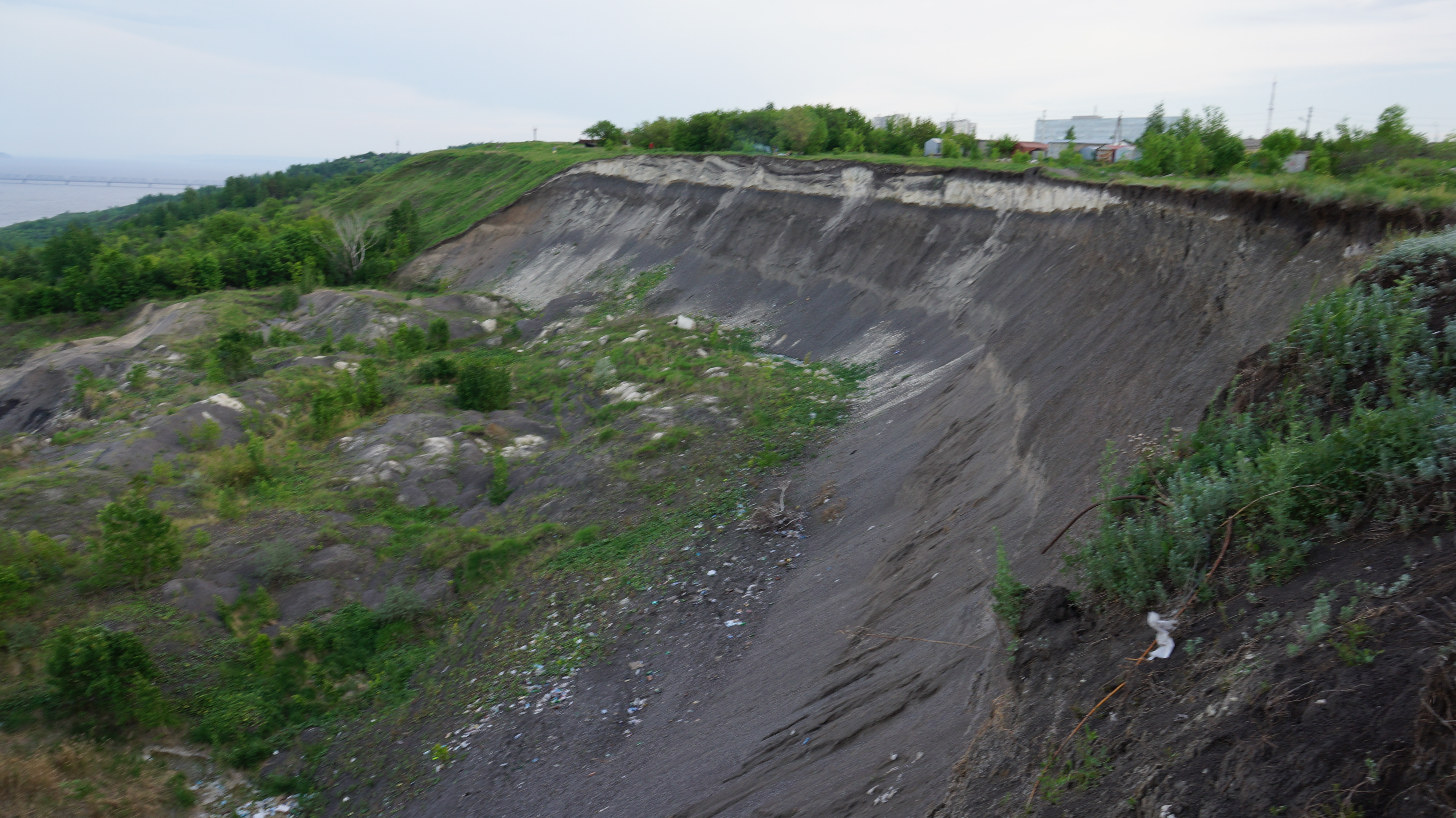
Розріз Милановского в 2015
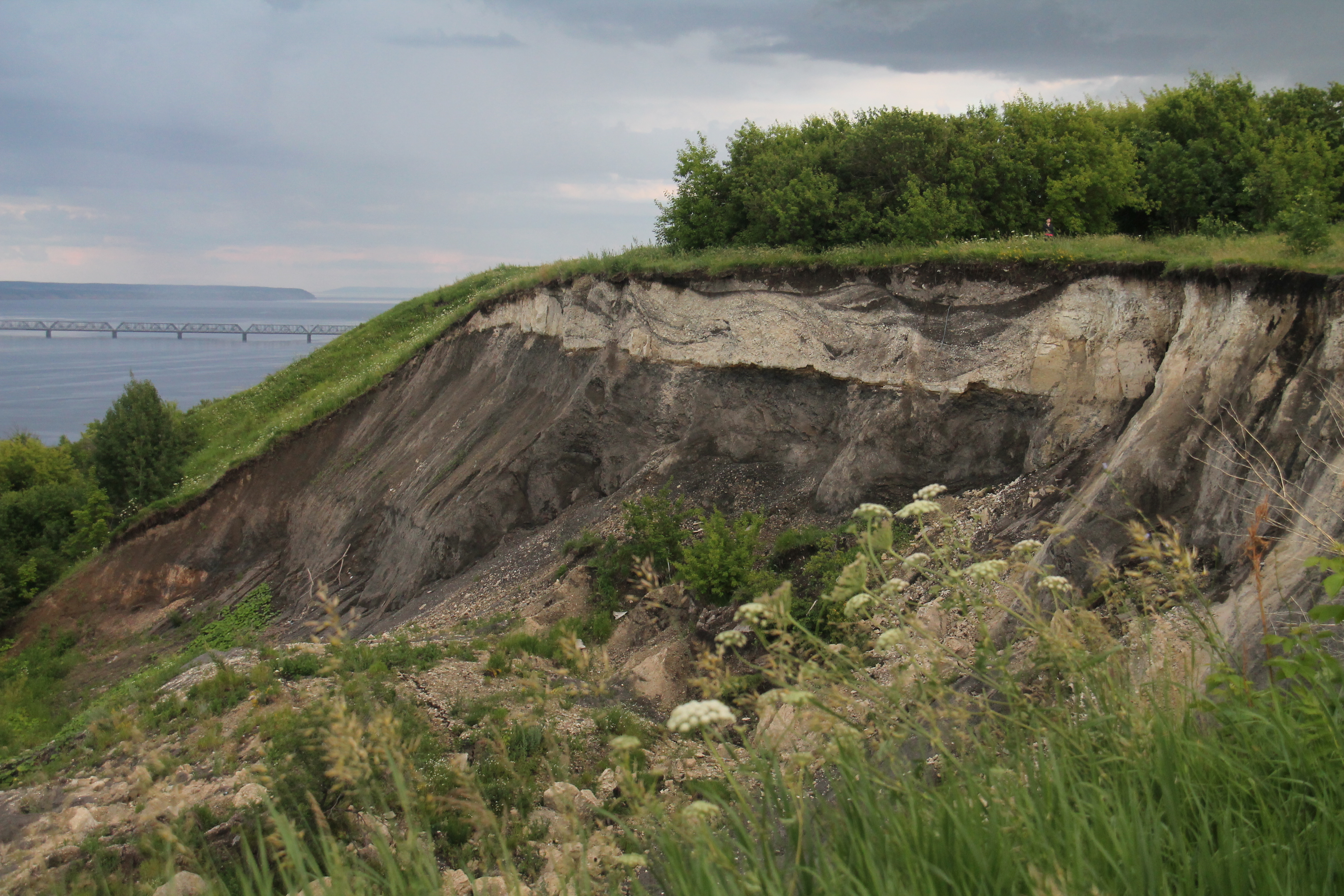
Розріз Милановского в 2017
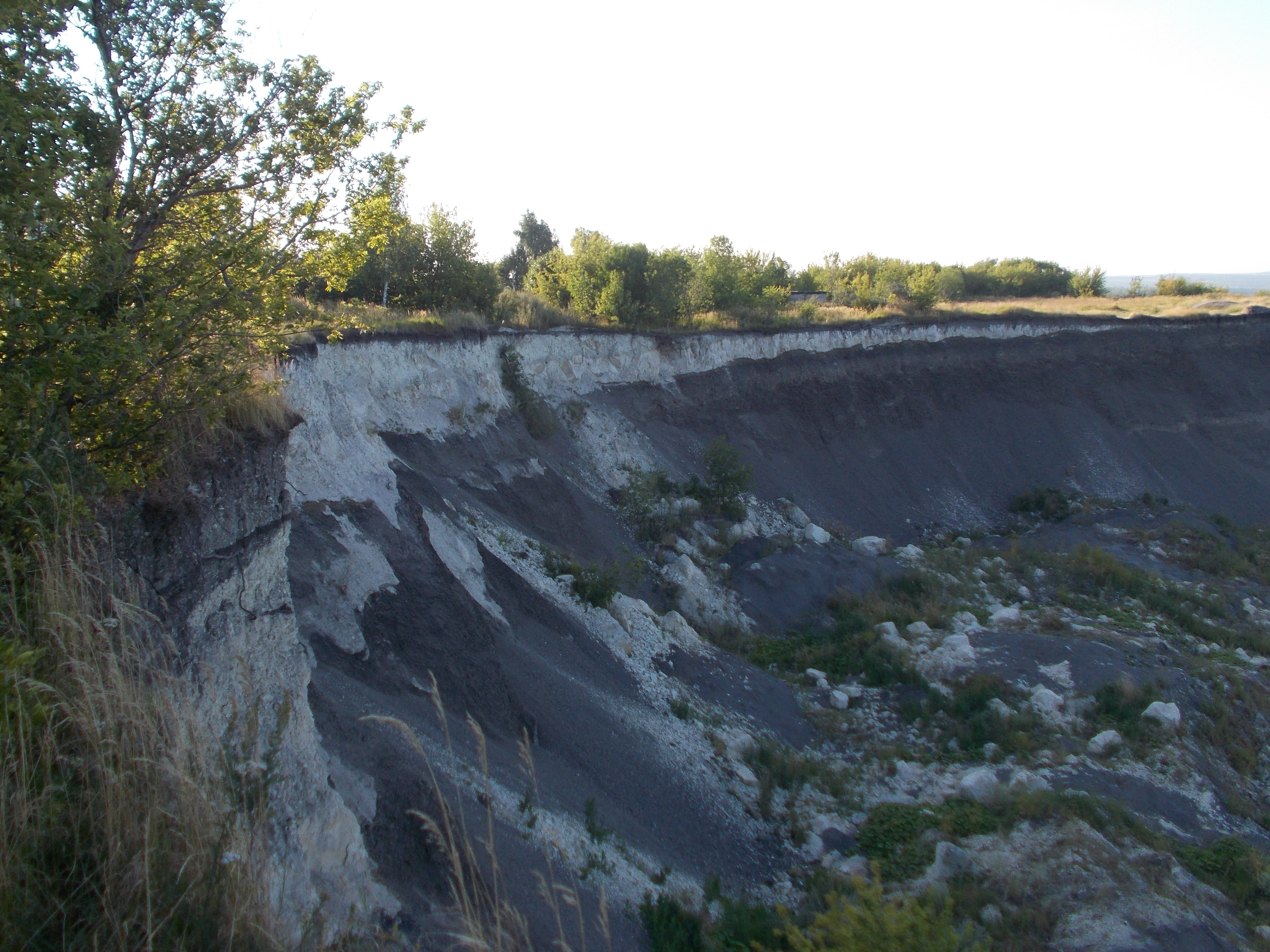
Розріз Милановского в 2020